# 巴特拉加茨

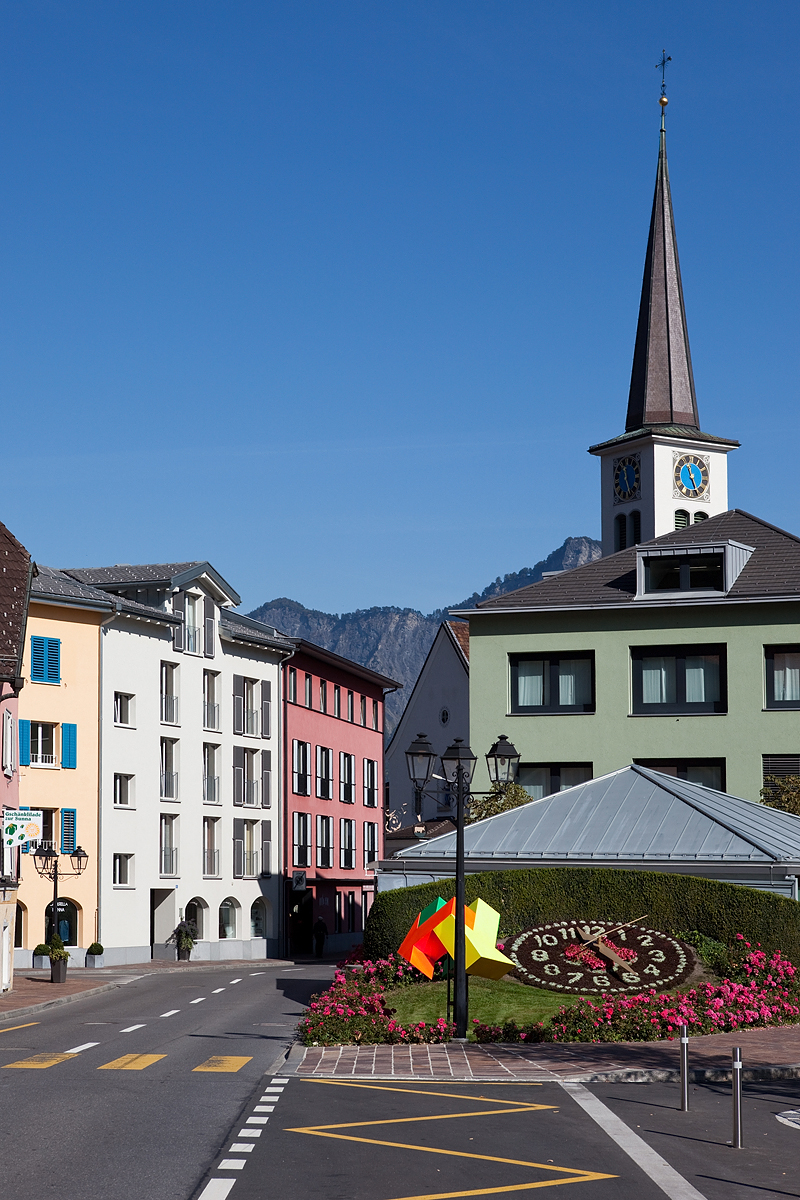

巴特拉加茨是瑞士的城鎮，位於該國東北部，由聖加侖州負責管轄，面積25.4平方公里，海拔高度516米，2011年人口5,499，五成半人口信奉羅馬天主教，人口密度每平方公里216人。